# Instituto del Radio Vitaly Grigorevich Jlopin
El Instituto del Radio Vitaly Grigorevich Jlopin es una institución en San Petersburgo, Rusia, dedicada a la investigación en física nuclear, radioquímica, geoquímica, y en materia de ecología, relacionadas con la ingeniería de energía nuclear, radioecología y producción de radioisótopos. Fue fundado en 1922 por el académico V. I. Vernadski. El instituto participa activamente en muchos programas federales y proyectos internacionales relacionados con la física nuclear y otros campos relacionados. Tuvo un papel fundamental durante los primeros años del programa soviético de armas nucleares. Actualmente cuenta con un personal de más de 750 científicos, especialistas técnicos y asistentes.